# КАМАЗ-65111
КАМАЗ-65111  — российский крупнотоннажный автомобиль-самосвал, выпускаемый Камским автомобильным заводом (КАМАЗ) с 2003 года. Является моделью линейки второго поколения автомобилей КАМАЗ и преемником моделей предыдущего (первого) поколения КАМАЗ-5320, КАМАЗ-55111.
Индексами 65111 и 65115 также обозначаются шасси для установки спецоборудования.

## Технические характеристики

#### КАМАЗ-65111
- Колёсная формула — 6 × 6, 6 × 4
- Весовые параметры и нагрузки, а/м
  - Снаряженная масса а/м, кг — 11050, 10500
  - Грузоподъемность а/м, кг — 14000, 15000
  - Полная масса, кг — 25200
- Двигатель
  - Модель — КАМАЗ-740.30-260 -280
  - Тип — дизельный с турбонаддувом, с промежуточным охлаждением наддувочного воздуха
  - Мощность, кВт (л.с.) — 191 (260) (280)
- Коробка передач
  - Тип — механическая, десятиступенчатая
- Кабина
  - Тип — расположенная над двигателем, с высокой крышей
  - Исполнение — без спального места
- Колеса и шины
  - Тип колес — дисковые
  - Тип шин — пневматические, камерные
  - Размер шин — 10.00 R20 (280 R508) или 11.00 R20 (300 R508)
- Самосвальная платформа
  - Объём платформы, м³ — 8,2
  - Угол подъёма платформы, град — 52
  - Направление разгрузки — назад
- Общие характеристики
  - Максимальная скорость, км/ч — 80
  - Угол преодол. подъёма, не менее, % — 30
  - Внешний габаритный радиус поворота, м — 11,3

## Изображения

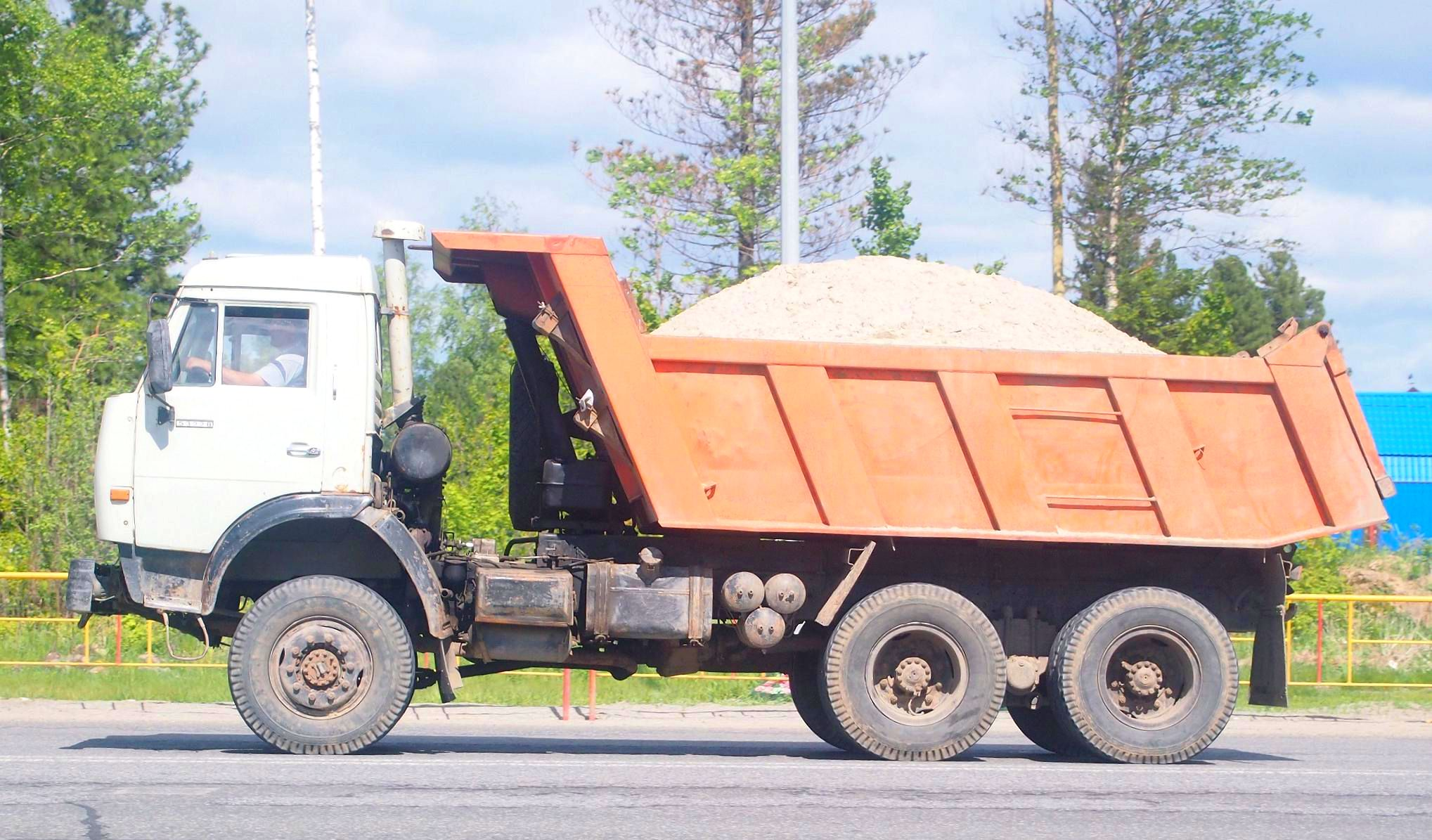
КАМАЗ-65111 в Ханты-Мансийске